# Jiangshan
Jiangshan (江山 ; pinyin : Jiāngshān) est une ville de la province du Zhejiang en Chine. C'est une ville-district placée sous la juridiction administrative de la ville-préfecture de Quzhou.

## Démographie
La population du district était de 563 196 habitants en 1999.

## Géologie
Le Jiangshanien, un étage du Cambrien dans l'échelle des temps géologiques, tient son nom de Jiangshan.